# Гордана Павлов
Гордана Павлов (Госпођинци, 18. јул 1950) српска је филмска и позоришна глумица и стални члан ансамбла Малог позоришта „Душко Радовић”.
Дипломирала је глуму на Академији за позориште, филм, радио и телевизију у Београду. Наступала је на више београдских сцена: Атељеу 212, Београдском драмском позоришту, Југословенском драмском позоришту, Звездара театру, а највише у Малом позоришту „Душко Радовић".

### Коларићу Панићу
Гордана Гоца Павлов је надалеко чувена по емисији: „Коларићу Панићу” ТВ Београда из осамдесетих година коју је водила заједно са Панетом, Предрагом Панићем. Наиме, на почетку сваке епизоде Гоца и Пане су читали писма у којима се неко дете жали на проблем у школи, проблем с другарима и слично, да би потом деца у студију покушавала да реше проблем кроз скеч и игру.
Уводна шпица емисије била је приказ шаке која се заплиће једном везаном траком, али убрзо и расплиће уз стихове милозвучне песме:
„Коларићу панићу, плетемо се самићу, сами себе заплићемо, сами себе расплићемо"....

Ови стихови су носили поруку да је сваки проблем решив, јер све што се заплете може да се са успехом и расплете!

## Представе
- Слике жалосних доживљаја, 1980, Београд, Атеље 212
- Амадеус, 1981, Београд, Београдско драмско позориште
- Ана, 1984, Београд, Атеље 212
- Мрешћење шарана, 1984, Београд, Звездара театар
- Последња рука пред фајронт, 1985, Београд, Атеље 212
- Путујуће позориште Шопаловић, 1985, Београд, Југословенско драмско позориште
- Мало позориште „Душко Радовић", Београд, Хајдуци, Горан Јевтић, Гордана Павлов, 1999            Напет шоу, 1986, Београд, Мало позориште 'Душко Радовић'
- Хамлет студира глуму, 1986, Београд, Мало позориште 'Душко Радовић'
- Лоптица скочица, 1987, Београд, Мало позориште 'Душко Радовић'
- Коларићу панићу, 1987, Београд, Мало позориште 'Душко Радовић'
- Нушићу с љубављу, 1988, Београд, Мало позориште 'Душко Радовић'
- Птице, 1988, Београд, Мало позориште 'Душко Радовић'
- Неподношљиво лако, 1989, Београд, Мало позориште 'Душко Радовић'
- Витешка времена, 1990, Београд, Мало позориште 'Душко Радовић'
- Ескимска Бајка, 1991, Београд, Мало позориште 'Душко Радовић'
- Петар Пан, 1992, Београд, Мало позориште 'Душко Радовић'
- Башта сљезове боје, 1995, Београд, Мало позориште 'Душко Радовић'
- Две обале, 1997, Београд, Мало позориште 'Душко Радовић'
- Звездани дечак, 1999, Београд, Мало позориште 'Душко Радовић'
- Хајдуци, 1999, Београд, Мало позориште 'Душко Радовић'
- Школа, .2004, Београд, Мало позориште 'Душко Радовић'
- Мала сирена, 2005, Београд, Мало позориште 'Душко Радовић'
- Алиса у земљи чуда, 2007, Београд, Мало позориште 'Душко Радовић'
- Шест лица траже писца, 2009, Београд, Мало позориште 'Душко Радовић'[3]

## Филмографија
|                   | 1970 | 1980 | 1990 | 2000 | Укупно |
| ----------------- | ---- | ---- | ---- | ---- | ------ |
| Дугометражни филм | 3    | 0    | 2    | 0    | 5      |
| ТВ филм           | 1    | 2    | 0    | 0    | 3      |
| ТВ серија         | 0    | 0    | 0    | 1    | 1      |
| ТВ кратки филм    | 0    | 1    | 0    | 0    | 1      |
| Кратки филм       | 1    | 0    | 0    | 0    | 1      |
| Укупно            | 5    | 3    | 2    | 1    | 11     |

| Год.   | Назив                                       | Улога \|- style="background: Lavender; text-align:center; " | 1970-е | 1970-е | 1970-е | 1970-е |
| 1977.  | Пас који је волео возове "                  | Дарка Крга                                                  |        |        |        |        |
| 1978.  | Окупација у 26 слика                        | Мара                                                        |        |        |        |        |
| 1978.  | Случај у трамвају ТВ филм                   | Вера, ћерка                                                 |        |        |        |        |
| 1978.  | Подне Кратки филм                           | /                                                           |        |        |        |        |
| 1979.  | Освајање слободе                            | Дарка Крга                                                  |        |        |        |        |
| 1980-е |                                             |                                                             |        |        |        |        |
| 1980.  | Драги мој Миловане Данојлићу ТВ кратки филм | /                                                           |        |        |        |        |
| 1983.  | Развојни пут Боре Шнајдера ТВ филм          | Гоца                                                        |        |        |        |        |
| 1986.  | Путујуће позориште Шопаловић ТВ филм        | Дара                                                        |        |        |        |        |
| 1990-е |                                             |                                                             |        |        |        |        |
| 1995.  | Убиство с предумишљајем                     | /                                                           |        |        |        |        |
| 1998.  | Стршљен                                     | Уснија                                                      |        |        |        |        |
| 2000-е |                                             |                                                             |        |        |        |        |
| 2009.  | Неки чудни људи ТВ серија                   | Г-ђа Каја Нешић                                             |        |        |        |        |